# 1424
1424 (MCDXXIV) je bilo prestopno leto, ki se je po julijanskem koledarju začelo na soboto.

## Dogodki
- spopadeta se dve frakciji husitov: ultrakvisti (Jan Žižka) in taboriti.

## Rojstva
- Kerej kan, prvi kan Kazaškega kanata († 1473/1474)

## Smrti
- 4. januar - Muzio Sforza, italijanski condottiero, ustanovitelj dinastije Sforza (* 1369)
- 10. maj - cesar Go-Kamejama, 99. japonski cesar (* 1347)
- 12. avgust - cesar Yongle, dinastija Ming (* 1360)
- 11. oktober - Jan Žižka, husitski vojskovodja  (* okoli 1360)

Neznan datum
- Intharača, tajski kralj Ajutije (* 1359)